# Сарненська центральна районна бібліотека
Центральна бібліотека м. Сарни — головна книгозбірня району, яка забезпечує діяльність 2бібліотеки КЗ «Сарненська централізована система публічно-шкільних бібліотек», депозитарій краєзнавчих ресурсів, культурно-освітній, методичний та навчальний центр. Розташована книгозбірня в м. Сарни Рівненської області. Головна бібліотека громади має документально-інформаційний фонд 59 тис. примірників творів друку, яким щорічно користуються читачі, передплачує періодичні видання.

## Історія
Перша публічна бібліотека в Сарнах, хати-читальні у селах району були відкриті у 1939 році. Діяльність бібліотеки, перервану ДСВ відновили у 1945 році. Перша публічна бібліотека в Сарнах була розміщена у звичайній хаті на перехресті вулиць Соборної та Широкої. Хати-читальні у селах району були відкриті у 1939 році. Центральна районна бібліотека обслуговувала читачів 7-ми пересувних бібліотечних пунктах. У 1948 році заведена інвентарна книга на фонд районної бібліотеки.
Вже на початку своєї діяльності бібліотека спрямувала зусилля на допомогу ліквідації безпритульності населення. З цією метою були налагоджені тісні контакти зі школярами, іншими освітніми закладами.
У 1948 році в бібліотеці працювали два працівники, Петрова Марія Миколаївна та Іволга Алла Петрівна. Вони завели інвентарну книгу на фонд районної бібліотеки. У 1951—1953 рр. районну бібліотеку очолювала Бєляєва Любов Іванівна, яку направили у Сарни по закінченню бібліотечного відділу Теребовлянського культосвітнього технікуму. Вона була єдиним спеціалістом у районі. У 1954 році після закінчення Харківського інституту культури, районну бібліотеку очолила Шкодич Лідія Романівна. Крім неї в бібліотеці працювали ще три спеціалісти: бібліотекар абонементу Дехтяренко Віра Павлівна, бібліотекар читального залу Дієва Ліна Євгенівна, бібліотекар пересувного фонду, він же методист, Городнюк Микола Павлович.
Книги централізовано привозили з бібколектору, а бібліотекар пересувного фонду розподіляв їх по селах, також книгозбірні поповнювалися літературою з бібліотек Східної України. Щорічне надходження видань на одну бібліотеку складало 100—150 примірників. У цьому ж 1954 р., районну бібліотеку перемістили в приміщення з 4-х кімнат на вулицю вул. Просвіти. 1956—1957 рр. завідувачкою районної бібліотеки була Дієва Ліна Євгенівна. Методичний відділ при районній бібліотеці почав функціонувати з 1959 року. Загальний книжковий фонд масових бібліотек на 1 січня 1960 року становив 152541 тис. прим. книг. Ним користувалося 9649 тис. читачів, які за рік прочитали 175 950 тис. книг.
У 1989—1990 рр. на базі Сарненської ЦРБ функціонувала Республіканська школа передового досвіду з питань управління формуванням бібліотечних фондів. Протягом двох років на її базі пройшли стажування зав. відділом комплектування всіх областей України. У 90-ті роки, в період становлення української держави, йде переорієнтація бібліотек на створення національного інформаційного середовища, максимальну повноту зібрання української книги, матеріалів з українознавства, краєзнавства.
Протягом 1995—1997 рр. відбулися зміни в організаційно-методичній діяльності ЦРБ. Методичний відділ готує сценарії та забезпечує проведення цікавих масових заходів, запроваджує окремі елементи бібліотечного маркетингу, зокрема здійснює рекламу бібліотек та їх послуг. Ринок диктує свої умови для бібліотек. В бібліотеках району з 1997 року запроваджуються платні послуги. У 2002 році відбулося об'єднання шкільних та публічних бібліотек, на основі цього було створено нову структуру — централізовану систему публічно-шкільних бібліотек.

## Фонд

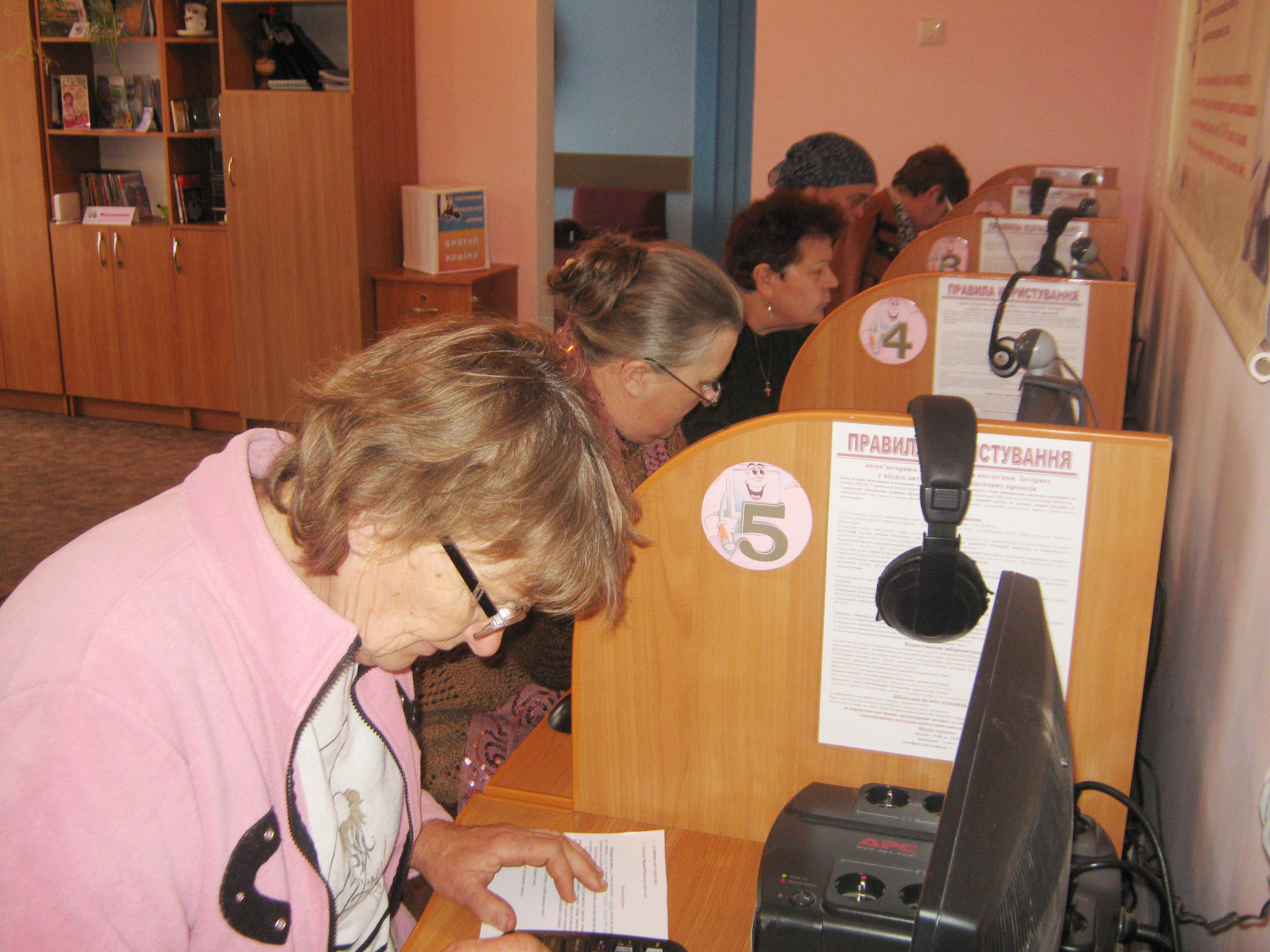
Сектор Інтернет-центру

Книжковий фонд Центральної бібліотеки м. Сарни універсальний за змістом і складає майже 53 тис. екземплярів книг[джерело?]. Щороку книгозбірня отримує  періодичних видань[джерело?]. Книжковий фонд поповнюється за державною програмою, за кошти бюджету громади та за кошти, що надходять від надання платних послуг, а також частина книг надходить, як дарунок від читачів.
Ведеться обліковий картковий каталог, електронний каталог книг та електронний каталог книг краєзнавчої тематики.

## Структура

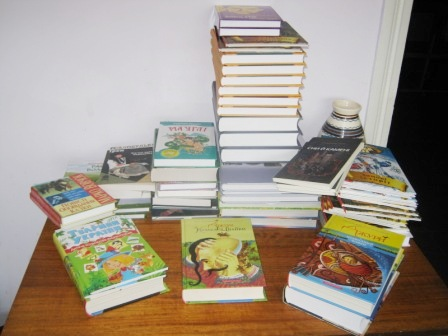

Читальна зала розрахована на 50 посадочних місць. Бібліотека щорічно обслуговує близько 4 тисяч користувачів[джерело?].
Діє літературно-поетичний клуб «Дивослово», в рамках якого бібліотека організовує презентації книг місцевих письменників, зустрічі з цікавими людьми, літературні вечори тощо, а для шанувальників кіно — клуб «Кіноман».
Методичний відділ працює у напрямку методичного забезпечення діяльності бібліотек громади.
При відділі обслуговування діє сектор довідково-інформаційного обслуговування. Бібліограф сектору забезпечує довідково-бібліографічне та інформаційне обслуговування користувачів, організовує та веде карткову та електронну картотеки статей в програмі ІРБІС.
Відділ комплектування та обробки документів з 2003 р. працює в програмі ІРБІС над поповненням зведеного електронного каталогу книг.

## Послуги
- книги українських та зарубіжних авторів, періодичні та електронні видання, аудіо книги на CD-дисках;
- карткові та електронний каталоги;
- безкоштовний INTERNET, Wi-Fi;
- ксерокопіювання та роздрукування документів;
- бібліографічні довідки, в тому числі для віддалених користувачів;
- клуби за інтересами та масові заходи, навчання навичкам роботи на ПК.

Книгозбірня у своєму користуванні має 12 комп'ютерів. При бібліотеці працюють безкоштовні курси комп'ютерної грамотності «Рівність поколінь».
При центральній бібліотеці діє Центр регіональної інформації. Основна діяльність центру спрямована на інформування населення про всі важливі рішення органів влади. Фонд рішень органів влади постійно поповнюється новими документами.
При книгозбірні в діє Пункт Доступу Громадян (ПДГ) до інформації, де жителі місцевої громади мають можливість отримати інформацію органів державної влади та дізнатись, яким чином можна долучитись та впливати на законодавчий процес.
У книгозбірні проводиться літературно-музичні вечори, вечори по творчості письменників-ювілярів року, уроки пам'яті, години поезії, тематичні інформини, літературні калейдоскопи, години доброї поради, диспути, вікторини та ін.